# 科修斯科山
科修斯科山（英語：Mount Kosciuszko），又譯科西阿斯科山，为澳大利亚山脉的最高峰，澳大利亚大陆的最高点（全國最高點莫森峰位於赫德島上）。
位於澳大利亚新南威尔士州東南隅，大分水岭的大雪山，由花岗岩构成，海拔2,228（7,310英尺），顶部冬季积雪，有古冰川遗迹，1,700公尺以下多为森林，墨累河发源于此。
1840年，波兰探险家帕維爾·艾德蒙·斯特爵雷茨基发现该山，以波兰民族英雄塔得乌什·科希丘什科之名为其命名。